# Kurtlar Vadisi Gladio
Kurtlar Vadisi Gladio es una película turca de acción y aventuras producida por Pana Film dentro de la serie Kurtlar Vadisi, como secuela de Kurtlar Vadisi Pusu. Fue anunciada el 4 de junio de 2009 y lanzada el 20 de noviembre de 2009. Se ha afirmado que el contenido de la película serán acontecimientos que afectarán la historia reciente de Turquía.

## Reparto
- Musa Uzunlar como İskender Büyük
- Tuğrul Çetiner como Bülent Fuat Aras
- Ayfer Dönmez como Ayşe Yılmaz
- Sinan Pekinton como Juez
- Sezai Aydın como Turgut Özal
- Rafet Özdemir como Recep Tayyip Erdoğan
- Mustafa Develi como Abdullah Öcalan